# Manuel de Bustamante y Vivero
Manuel de Bustamante y Vivero (Toro, España, 22 de mayo de 1653 - Ciudad Real de Chiapas, México, 2 de mayo de 1719) fue un militar español, gobernador de la provincia de Costa Rica y alcalde mayor de Chiapas.

## Datos familiares
Hijo de Toribio de Bustamante y Sánchez de Escandón y Teresa de Vivero y La Puente. Se casó con Magdalena Álvarez de la Nava.

## Carrera militar
Inciió su carrera militar en Flandes el 5 de febrero de 1669. Sirvió en Flandes y estuvo en el sitio de Charleroi. Después sirvió en Cataluña, en la guardia del rey Carlos II y en Sicilia. El 14 de enero de 1682 fue nombrado castellano del castillo de Portopalo di Capo Passero, cargo que ejerció hasta 1690. Alcanzó el grado de maestre de campo, y en 1691 obtuvo el hábito de caballero de la Orden de Santiago. 

## Gobernador de Costa Rica
El 11 de mayo de 1692 el rey Carlos II lo nombró gobernador de Costa Rica, para suceder a Miguel Gómez de Lara y Brocal. Llegó al puerto de Caldera el 22 de abril de 1693, se trasladó a la ciudad de Cartago y allí tomó posesión el 28 de abril . Enseguida inició el juicio de residencia de su antecesor.
El 6 de junio de 1693 dirigió una carta al presidente de la Real Audiencia de Guatemala don Jacinto de Barrios Leal para darle cuenta de las gestiones que estaba efectuando para que se repoblara la ciudad del Espíritu Santo de Esparza y de otros asuntos importantes.
En 1694 tuvo un grave enfrentamiento con el Ayuntamiento de Cartago, que intentó prenderlo y encadenarlo, lo cual impidió el capitán de la compañía pagada de soldados Pedro José Sáenz Vázquez de Quintanilla y Lanini. Después el Ayuntamiento presentó cargos en su contra a la Real Audiencia de Guatemala, cuyo fiscal pidió la suspensión del gobernador, pero la Audiencia decidió mantenerlo en el cargo.
En 1697 se practicó el censo de los diecisiete pueblos de indígenas que pagaban tributo, que arrojó la suma de 229 familias, distribuidas así: San Bartolomé de Barva, 56; San Luis de Aserrí, 29; San Antonio de Curridabat, 29; Nuestra Señora de la Asunción de Pacaca, 27; San Juan de Herrera, 17; San Juan de Tobosi, 14; San Francisco de Turrialba, 10; San Antonio de Tucurrique, 9; Concepción de Quircot, 7; Nuestra Señora de Ujarrás, 5; Santiago de Orosi, 5; San Juan de Teotique, 5; San Antonio de Cot, 4; Chirripó, 4; San Bartolomé de Güicasí, 3; Jucaragua, 3, y San Juan de Aoyaque, 2. A estos debían añadirse los de Quepo, Santa Catalina de Garabito y tres pueblos en la región de Boruca.
Gobernó Costa Rica hasta el 8 de mayo de 1698, fecha en que entregó el mando a su sucesor Francisco Serrano de Reyna y Céspedes. Permaneció un año más en Costa Rica, sin que su sucesor le hiciese el juicio de residencia, motivo por el cual en 1702 se impuso a Serrano de Reyna una multa de mil pesos. 

## Cargos posteriores
Posteriormente se trasladó a Veracruz. Fue alcalde mayor de Chiapas de 1708 a 1709 y de 1718 hasta su muerte en 1719.